# Jake T. Austin
Jake T. Austin, ameriški igralec, * 3. december 1994, New York, New York, Združene države Amerike.
Rodil se je kot Jake Toranzo Austin Szymanski v New Yorku staršema Giny in Joeyu Szimanskem. Ima tudi mlajšo sestro po imenu Ava.
Animiral je glasove v The Ant Bully in Everyone's Hero, eno glavnih vlog pa je imel tudi v Hotelu za pse. Zaslovel je z vlogo najmlajšega od treh otrok Maxa Russoja v televizijski seriji na Disney Channelu Čarovniki s trga Waverly in tudi z vlogo Diega v seriji Go!Diego!Go!.
Glas je posodil tudi v animirani risanki Rio.

## Filmografija
| Leto | Naslov                              | Vloga         | Opombe                |
| ---- | ----------------------------------- | ------------- | --------------------- |
| 2006 | The Ant Bully                       | Nicky         | glas Nickyja          |
| 2006 | Everyone's Hero                     | Yankee Irving | glas Yankeeja Irvinga |
| 2007 | Johnny Kapahala: Back on Board      | Chris         | glavna vloga          |
| 2009 | Hotel for Dogs                      | Bruce         | glavna vloga          |
| 2009 | The Perfect Game                    | Angel Macias  | glavna vloga          |
| 2009 | Wizards of Waverly Place: The Movie | Max Russo     | glavna vloga          |